# Гиббс, Лорен
Лорен Гиббс (англ. Lauren Gibbs; род. 2 марта 1984, Лос-Анджелес, США) — американская бобслеистка-разгоняющая. Серебряный призёр зимних Олимпийских игр 2018 года в женских двойках, чемпионка мира 2020 года и бронзовый призёр чемпионата мира 2016 года в аналогичных дисциплинах.

## Образование
Несмотря на то, что изначально Лорен Гиббз была приглашена в Брауновский университет как перспективная легкоатлетка, вскоре девушка предпочла волейбол и к концу своей учёбы стала капитаном университетской команды, войдя в число лучших волейболисток учебного заведения за всю его историю. В 2006 году окончила Университет Брауна со степенью бакалавра гуманитарных наук; позднее поступила в Университет Пеппердайна, по окончании которого получила степень магистра делового администрирования.

## Спортивная карьера
До 2013 года Гиббз работала менеджером по продажам в одном из интернет-магазинов Денвера. Однажды во время занятий со штангой в спортзале девушку заметила член сборной США по регби Джиллион Поттер и порекомендовала попробовать себя в качестве разгоняющей в национальной команде по бобслею, где в то время выступала её бывшая коллега по регбийной сборной Элана Майерс.
Первым международным соревнованием для бобслеистки Гиббз стал Кубок Северной Америки 2014/15. По результатам дебютных для себя заездов, состоявшихся 13 ноября 2014 года в Парк-Сити, Лорен в паре с пилотом Жасмин Фенлатор стала 4-й, уступив лишь одну сотую секунды финишировавшим третьими канадкам. Уже на следующий день её дуэт с пилотом Джейми Грубель-Позер не оставил никаких шансов своим соперникам, превзойдя их по сумме двух попыток почти на 1,5 секунды.

## Результаты

### Олимпийские игры
| Олимпийские игры | Двойки |
| ---------------- | ------ |
| 2018 Пхёнчхан    | 2      |

### Чемпионаты мира по бобслею и скелетону
| Чемпионаты мира | Двойки | Смешанные команды |
| --------------- | ------ | ----------------- |
| 2015 Винтерберг | 5      | 7                 |
| 2016 Игльс      | 3      | 7                 |
| 2017 Кёнигсзе   | 12     | —                 |
| 2019 Уистлер    | 5      | —                 |
| 2020 Альтенберг | 1      | —                 |